# Komsomol’skaya Hill
Komsomol’skaya Hill (russisch Зопка Комсомолская Sopka Komsomolskaja, deutsch ‚Komsomolhügel‘) ist ein 35 m hoher Hügel an der Küste des ostantarktischen Königin-Marie-Lands. Er ragt unmittelbar südlich des Mabus Point auf.
Teilnehmer der Australasiatischen Antarktisexpedition (1911–1914) unter der Leitung des australischen Polarforschers Douglas Mawson entdeckten und kartierten ihn. Erste Luftaufnahmen entstanden bei der US-amerikanischen Operation Highjump (1946–1947). Wissenschaftler einer sowjetischen Expedition nahmen 1956 eine neuerliche Kartierung und die Benennung vor. Das Antarctic Names Committee of Australia übertrug die russische Benennung im Jahr 1960 ins Englische.